# Архиповский сельсовет (Ставропольский край)
Архи́повский сельсове́т — упразднённое сельское поселение в составе Будённовского района Ставропольского края России.

## География
Находится в южной части Будённовского района.

## История
С 16 марта 2020 года, в соответствии с Законом Ставропольского края от 31 января 2020 г. № 5-кз, все муниципальные образования Будённовского муниципального района были преобразованы путём их объединения в единое муниципальное образование Будённовский муниципальный округ.

## Население
| 1989  | 2002  | 2010  | 2011  | 2012  | 2013  | 2014  |
| ----- | ----- | ----- | ----- | ----- | ----- | ----- |
| 1232  | ↗1510 | ↘1248 | ↗1250 | ↗1506 | ↘1500 | ↗1510 |
| 2015  | 2016  | 2017  | 2018  | 2019  | 2020  |       |
| ↘1500 | ↗1519 | ↘1513 | ↗1519 | ↘1508 | ↘1507 |       |

### Национальный состав
По итогам переписи населения 2010 года проживали следующие национальности (национальности менее 1 %, см. в сноске к строке «Другие»):
| Национальность | Численность | Процент |
| -------------- | ----------- | ------- |
| Русские        | 850         | 68,11   |
| Даргинцы       | 286         | 22,92   |
| Армяне         | 37          | 2,96    |
| Чеченцы        | 19          | 1,52    |
| Кумыки         | 15          | 1,20    |
| Другие         | 41          | 3,29    |
| Итого          | 1248        | 100,00  |

## Состав поселения
- Архиповское (село, административный центр) — 1040[17]
- Добровольное (село) — 400[18]

## Местное самоуправление
- Совет депутатов сельского поселения Архиповский сельсовет, состоит из 10 депутатов, избираемых на муниципальных выборах по одномандатным избирательным округам сроком на 5 лет. Глава поселения — Василенко Ирина Александровна (c 2017 года, первый срок)
- Администрация сельского поселения Архиповский сельсовет

## Инфраструктура
- Центр культуры, досуга и спорта

## Образование
- Детский сад № 35 «Маргаритка» (на 78 мест)
- Средняя общеобразовательная школа № 21 (на 240 мест)

## Экономика
- Основой экономики является производство сельскохозяйственной продукции
- Сельскохозяйственный производственный кооператив колхоз «Архиповский»[19]. Бюджетообразующее предприятие
- 14 крестьянско-фермерских хозяйств, 2 малых предприятия, 10 индивидуальных предпринимателей.

## Люди, связанные с поселением
- Бобрышев, Валентин Сергеевич (р. 1945, село Архиповское) — военачальник, генерал армии

## Памятники
- Памятник воинам-землякам, погибшим в годы гражданской и Великой отечественной войн. 1973 г.[20]